# Chéhéry
Chéhéry é uma ex-comuna francesa na região administrativa de Grande Leste, no departamento Ardenas. Estendeu-se por uma área de 5 km². Em 2010 a comuna tinha 132 habitantes (densidade: 26,4 hab./km²).
Em 1 de janeiro de 2016 foi fundida com a comuna de Chémery-sur-Bar para a criação da nova comuna de Chémery-Chéhéry.